# 日本資本主義発達史講座
日本資本主義発達史講座（にほんしほんしゅぎはったつしこうざ）は、野呂栄太郎・服部之総・羽仁五郎・平野義太郎・山田盛太郎らを中心にマルクス主義理論家を結集して発刊された日本の資本主義の歴史・経済・社会・文化の総合的研究。1932年5月から1933年8月まで、岩波書店から刊行された。全7巻。
検閲・発行禁止がしばしば行なわれたが、基本的に日本共産党の32年テーゼと同じ認識が示されており（しかしこの講座の企画自体は32年テーゼの公表以前である）、天皇制を廃棄するブルジョワ民主主義革命から社会主義への展望を示している。『講座』とも略称され、雑誌『労農』による向坂逸郎らが、社会主義革命の立場から批判を行なったので、向坂らが「労農派」、『講座』の執筆者が「講座派」と呼ばれた。当時の社会科学研究者に大きな影響を与えた。

## 各巻の内容
- 第1巻　第1部 明治維新史
  - 幕末に於ける社会経済状態、階級関係及び階級斗争前篇・後篇（羽仁五郎）
  - 幕末に於ける政治的支配形態（羽仁五郎）
  - 幕末に於ける世界情勢及び外交事情（服部之総）
  - 幕末に於ける思想的動向（羽仁五郎）
  - 幕末に於ける政治斗争（羽仁五郎）
  - 索引
- 第2巻　第1部 明治維新史
  - 明治維新の革命及び反革命（服部之総）
  - 明治維新に於ける制度上の変革（羽仁五郎、伊豆公夫）
  - 封建的身分制度の廃止、秩禄公債の発行及び武士の授産（中島信衛）
  - 明治維新に於ける農業上の諸変革（山田盛太郎）
  - 明治維新に於ける商工業上の諸変革（小林良正）
  - 明治維新の諸変革が生活様式に及ぼした諸影響（玉城肇）
  - 明治維新における政治的支配形態（平野義太郎）
  - 明治維新の変革に伴ふ新しい階級分化と社会的政治的運動（平野義太郎）
- 第3巻　第2部 資本主義発達史
  - 農業に於ける資本主義の発達（山田勝次郎）
  - 工業に於ける資本主義の端初的諸形態、マニュファクチュア・家内工業（山田盛太郎）
  - 工場工業の発達（山田盛太郎）
  - 鉱山業の発達（丸山一郎）
  - 交通機関の発達と内外市場の形成＝展開上・下（小林良正）
  - 銀行業其の他金融業の発達（木村恒夫）
  - 資本蓄積と経済恐慌（大塚金之助、渡辺謙吉）
- 第4巻　第2部 資本主義発達史
  - 農民の状態及び農民運動小史（稲岡進）
  - 労働者の状態及び労働者運動史上・下（小川信一）
  - 文化運動史 第1編 プロレタリア前史時代の文学 附 演劇運動概観（秋田雨雀）
  - 文化運動史 第2編 プロレタリア文化運動史（山田清三郎）
  - 経済思想史要領（大塚金之助）
  - 教化史（山下徳治）
  - 自然科学史 第1編 数学史（小倉金之助）
  - 自然科学史 第2編 自然科学史（岡邦雄）
- 第5巻　第2部 資本主義発達史
  - ブルジョア民主主義運動史（平野義太郎）
  - 政党及び憲政史（田中康夫）
  - 議会および法制史（平野義太郎）
  - 財政史（風早八十二）
  - 条約改正及び外交史（服部之総）
  - 戦争史（田中康夫）
  - 植民地政策史（秋笹正之輔）
- 第6巻　第3部 帝国主義日本の現状
  - 最近に於ける国際情勢（鈴木小兵衛）
  - 最近における経済情勢と経済恐慌上・下（井汲卓一）
  - 農村経済と農業恐慌（相川春喜）
  - 最近における政治情勢史 改訂版（坂本三善）
  - 最近の植民地政策・民族運動 改訂版（鈴木小兵衛）
  - 最近における階級諸運動（西雅雄）
- 第7巻　第4部 日本資本主義発達史資料解説
  - 世界資本主義発達史文献解題（大塚金之助）
  - 明治財政・経済史文献（大内兵衛、土屋喬雄）
  - 農民史料解説（小野武夫）
  - 日本社会主義文献解説（細川嘉六）